# 파리 메트로폴 풋살
파리 메트로폴 풋살(Paris Métropole Futsal)는 파리를 연고로 하는 프랑스의 풋살 선수단이다. 

## 우승 기록
- 리그
  - 우승 (1): 2008-09

- 국내컵
  - 우승 (1): 2007

## 같이 보기
- 챔피오낫 데 프랑스 데 풋살